# Kloubní výběžek

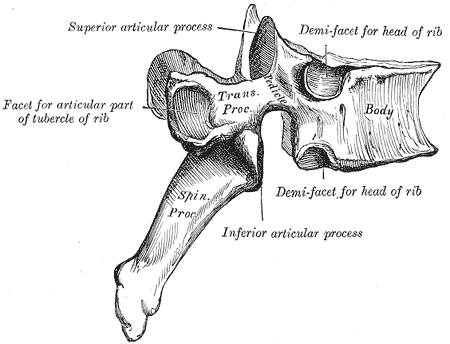
Hrudní obratel s popsanými kloubními výběžky (superior articular process, inferior articular process)

Kloubní výběžek (processus articularis nebo zygapophysis, česky podle toho někdy zygapofýza) je výběžek obratle, jenž u obratlovců vyrůstá z místa srůstu základny neurálních oblouků a obratlového centra. Kloubní výběžky vyrůstají párově, s kloubními ploškami povlečenými chrupavkou, přičemž processus articulares superiores směřují kraniálně a kloubí obratel s předchozím obratlem, zatímco processus articulares inferiores se kloubí s horními kloubními výběžky následujícího obratle. Ve srovnávací morfologii živočichů se mohou přední, resp. zadní kloubní výběžky označovat jako praezygapofýzy, resp. postzygapofýzy.
Kloubní výběžky umožnily opustit jednoduché kloubení obratlů mezi sousedními okraji obratlových center, které se objevuje u vodních obratlovců. Jejich evoluce přímo souvisí s kolonizací souše: kloubní výběžky brání nadměrnému ohýbání páteře, které může být způsobeno rozložením váhy živočicha na pouze několik opěrných bodů – končetin. Kloubní výběžky se tak poprvé objevují již u primitivních kmenových čtyřnožců (neformální skupina „Labyrinthodontia“). U některých linií suchozemských obratlovců došlo navíc ke vzniku dalších přídatných kloubních spojení. Stalo se tomu například u hadů, jejichž páteř může být kvůli plazivému pohybu vystavena nadměrným torzním pohybům. Přední přídatná zygapofýza se u hadů označuje jako zygosféne, zadní jako zygantrum. Přídatné kloubní spojení se vyvinulo i u některých savců, u nichž se označuje jako xenartrální. Objevuje se zejména u hrabavých forem: odborné jméno vyneslo chudozubým (Xenarthra), nezávisle na nich vzniklo například u kreodonta rodu Patriofelis, primitivního savce rodu Fruitafossor nebo některých moderních pytlonošovitých hlodavců. Naproti tomu u druhotně vodních obratlovců mohly být zygapofýzy redukovány, například u ichtyosaurů.